# فنولون
فرانسوا دو سلینیاک دو لا موت فنولون (به فرانسوی: François de Salignac de la Mothe-Fénelon) متخصص الهیات و نویسنده قرن هفدهم میلادی اهل فرانسه است.